# دستمزد ۲۲۵۶۲
سیارک ۲۲۵۶۲ (به انگلیسی: 22562 Wage، نامگذاری:1998HC19) بیست و دو هزار و پانصد و شصت و دومین سیارک کشف شده‌است که در ۱۸ آوریل ۱۹۹۸ کشف شد.
قدر مطلق سیارک برابر ۱۵.۵ است.